# Gliese 581 c
Gliese 581 c – planeta pozasłoneczna typu superziemia orbitująca wokół czerwonego karła Gliese 581. Uważa się, że planeta znajduje się w takiej odległości od gwiazdy, że temperatura powierzchni planety pozwala na istnienie wody w stanie ciekłym, a co za tym idzie istnieją na niej warunki dogodne do powstania życia tlenowego. Planeta znajduje się w gwiazdozbiorze Wagi około 20,5 lat świetlnych (~194 biliony km) od Ziemi, co astronomicznie jest odległością bardzo małą. Gliese 581 zajmuje 89. miejsce na liście najbliższych układów gwiezdnych względem Ziemi.
Temperatura powierzchni Gliese 581 c może być podobna do ziemskiej.

## Odkrycie
Gliese 581 c wraz z inną planetą tego układu – Gliese 581 d została odkryta przez zespół Stéphane’a Udry’ego z Genewskiego Obserwatorium w Szwajcarii. Odkrycie zostało ogłoszone 24 kwietnia 2007, publikacja dotycząca odkrycia ukazała się w numerze 3/2007 czasopisma „Astronomy and Astrophysics”. Odkrycia dokonano za pomocą urządzenia do pomiarów radialnych prędkości gwiazd HARPS zainstalowanego na 3,6 metrowym teleskopie w Obserwatorium La Silla (Chile) – należącego do Europejskiego Obserwatorium Południowego. Następnie układ był przez półtora miesiąca obserwowany przez kanadyjski teleskop kosmiczny MOST.

## Charakterystyka fizyczna

### Masa
Znając masy wcześniej odkrytej planety Gliese 581 b i uwzględniając obecność Gliese 581 d, obliczono, że Gliese 581 c ma masę ok. 5,03 mas ziemskich, co było najmniejszą wartością ze wszystkich znanych wówczas planet pozasłonecznych, nie licząc tych orbitujących wokół pulsarów. Według późniejszych obliczeń, w których uwzględniono obecność kolejnych odkrytych planet w tym układzie, określono, że masa Gliese 581 c wynosi 5,6 ± 0,3 mas Ziemi.

### Promień

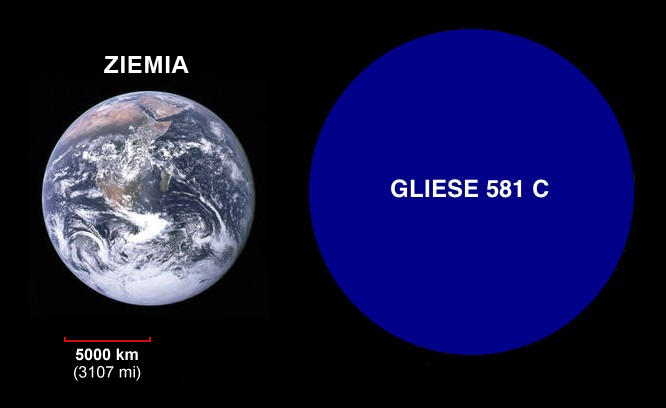
Porównanie wielkości Ziemi i Gliese 581 c.

Zakładając, że Gliese 581 c jest planetą skalistą z dużym, żelaznym jądrem, jej promień jest większy o około 50% od promienia ziemskiego. Średnica oceniana jest na 19 310 km. Grawitacja na powierzchni takiej planety jest około 2,2 raza większa niż ziemska.
W przypadku, kiedy okazałoby się, że jest to planeta zbudowana z wody i lodu, promień byłby podobnych rozmiarów, natomiast przyciąganie grawitacyjne byłoby około 1,25 razy większe od ziemskiego.

### Wiek
Szacuje się, że układ Gliese 581 ma około 4,3 miliarda lat, dla porównania Układ Słoneczny ma około 4,6 miliarda lat.

### Orbita
Czas obiegu Gliese 581 c wokół gwiazdy wynosi 13 ziemskich dni, jej promień orbity (11 milionów km) to tylko około 7% promienia orbity ziemskiej (150 milionów km). Ponieważ gwiazda wokół której orbituje Gliese 581 c jest mniejsza i chłodniejsza od Słońca – a więc produkująca mniej światła – promień orbity plasuje planetę na gorącym krańcu ekosfery. Jednak chociaż całkowita ilość wydzielanego przez gwiazdę światła wynosi około 1,3% ilości tego wydzielanego przez Słońce, planeta otrzymuje więcej ciepła niż Wenus.

## Temperatura i warunki do życia

### Temperatura
Używając zmierzonej wartości produkowanego przez Gliese 581 światła możliwe jest obliczenie temperatury panującej na powierzchni Gliese 581 c. Wartość ta na podstawie modelowania komputerowego wynosi w przybliżeniu od −3 °C (przy założeniu, że albedo planety jest równe albedo Wenus) do 40 °C (przy założeniu, że albedo planety jest równe ziemskiemu). Szacunki te nie biorą pod uwagę wpływu atmosfery planety, dlatego rzeczywista wartość temperatury może się znacznie różnić (przypuszczalnie jest wyższa). Przykładowo z takich samych wyliczeń wynika, że temperatura na Ziemi powinna wynosić −17 °C, ze względu na efekt cieplarniany jest ona jednak o 32 stopnie wyższa niż ta wynikająca z modelu. Ostatnie symulacje komputerowe wskazują na to, że temperatura na powierzchni planety jest zbyt wysoka, aby woda istniała tam w stanie ciekłym. Te same symulacje wskazują, że efekt cieplarniany może powodować, że odpowiednie warunki panują na innej planecie tego układu – Gliese 581 d.

### Woda w stanie ciekłym
Gliese 581 c znajduje się w ekosferze, co daje możliwość występowania na jej powierzchni wody w stanie ciekłym, co jest jednym z niezbędnych elementów do istnienia życia tlenowego.

### Siły pływowe
Ze względu na niewielki promień orbity, planeta doświadcza znaczących sił pływowych wywołanych grawitacją gwiazdy. Jeśli orbita jest kołowa, a wnętrze planety rozprasza energię podobnie do planet typu ziemskiego, to Gliese 581 c powinna zsynchronizować okres obrotu z okresem orbitalnym w czasie około 25 tysięcy lat. Od tego czasu planeta byłaby stale zwrócona jedną stroną do gwiazdy, z jedną półkulą zawsze oświetloną i gorącą, a drugą zawsze zaciemnioną i zimną. Jeśli jednak orbita jest ekscentryczna, czas synchronizacji może być o rzędy wielkości dłuższy. Planeta może znaleźć się w rezonansie 2:3, jak Merkury i nie będzie odwrócona jedną stroną do gwiazdy. Efekt sił pływowych zależy także od składu planety – Gleise 581 c może nie być planetą podobną do Ziemi, ale planetą oceaniczną, pokrytą głębszym i masywniejszym oceanem niż Ziemia; wówczas będzie inaczej reagować na pływy.